# Runaway Slave
Runaway Slave è il primo album del duo hip hop statunitense Showbiz & A.G., pubblicato nel 1992 dalla Payday Records, filiale della Universal.

## Distribuzione
L'album esce nel 1992 pubblicato da London Records (tramite la Payday) per i mercati di Stati Uniti, Regno Unito, Europa e Germania (attraverso FFRR, filiale della London legata alla Warner). Nel 2006 il disco è nuovamente pubblicato negli Stati Uniti da Wild Life Entertainment e Showbiz Records e in Giappone tramite la DITC Records. L'anno seguente, la Payday lo distribuisce nuovamente per il mercato nipponico e nel 2009 DITC Records ripubblica Runaway Slave negli Stati Uniti. Cinque anni dopo, la Def Jam distribuisce il disco in versione limitata nel mercato giapponese attraverso la Universal Music e nel 2018 l'album d'esordio del duo esce ancora nel mercato statunitense tramite due filiali della Universal e in versione limitata e ridotta a dieci brani.

## Descrizione
| Recensione | Giudizio |
| ---------- | -------- |
| AllMusic   | [ 1 ]    |

Il disco, ritenuto un «classico fondamentale nella storia dell'hip hop», lancia la carriera del duo nel genere. Runaway Slave arriva dopo i debutti solisti di Lord Finesse (Funky Technician, 1990) e Diamond D (Stunts, Blunts and Hip Hop, 1992), come uno dei prodotti della crew D.I.T.C. in un momento in cui gli altri membri del collettivo – Big L, Fat Joe e gli stessi Show & A.G. – non sono ancora noti al panorama musicale. L'album è uno dei pochi in cui Showbiz si dedica tanto al rapping quanto alla produzione, per poi preferire la produzione negli anni successivi. Runaway Slave vede una delle primissime performance del «leggendario» rapper Big L.

## Tracce
Tutte le tracce sono prodotte da Showbiz, eccetto le tracce 8 e 14 co-prodotte da Diamond D
| #  | Titolo                                | Performer (s)                      |
| -- | ------------------------------------- | ---------------------------------- |
| 1  | "Still Diggin'"                       | Diamond D, Showbiz                 |
| 2  | "Fat Pockets"                         | Showbiz, A.G.                      |
| 3  | "Bounce Ta This"                      | Dres, A.G.                         |
| 4  | "More Than One Way Out of the Ghetto" | A.G.                               |
| 5  | "Silence of the Lambs (Remix)"        | Showbiz, A.G.                      |
| 6  | "40 Acres & My Props"                 | Showbiz, A.G.                      |
| 7  | "Runaway Slave"                       | A.G.                               |
| 8  | "Hard to Kill"                        | A.G.                               |
| 9  | "Hold Ya Head"                        | Showbiz, A.G.                      |
| 10 | "He Say, She Say"                     | A.G.                               |
| 11 | "Represent"                           | Big L, DeShawn, Lord Finesse, A.G. |
| 12 | "Silence of the Lambs"                | Showbiz, A.G.                      |
| 13 | "Party Groove (Bass Mix)"             | Showbiz, A.G.                      |
| 14 | "Soul Clap (Short Version)"           | A.G.                               |
| 15 | "Catchin' Wreck"                      | Showbiz, A.G.                      |
| 16 | "Party Groove (Instrumental)"         | *Instrumental*                     |

## Classifiche settimanali
| Classifica (1992)         | Posizione massima |
| ------------------------- | ----------------- |
| US Top R&B/Hip-Hop Albums | 78                |